# The War Against Mrs. Hadley
The War Against Mrs. Hadley è un film del 1942 diretto da Harold S. Bucquet.